# Beid
Beid („Ei des Straußes“) ist der Name des Sterns ο1 Eridani (Omikron1 Eridani) im Sternbild Eridanus. Er gehört zu den Delta-Scuti-Veränderlichen.
Omikron Eridani gehört der Spektralklasse F2 II-III an und besitzt eine scheinbare Helligkeit von 4,04 mag. Er ist ca. 126 Lichtjahre von der Erde entfernt.